# Guatteria speciosa
Guatteria speciosa este o specie de plante angiosperme din genul Guatteria, familia Annonaceae, descrisă de Robert Elias Fries. Conform Catalogue of Life specia Guatteria speciosa nu are subspecii cunoscute.